# Акоронко, Тит Иванович
Тит Иванович Акоронко (1857 — не ранее 1922) — русский инженер-железнодорожник. Действительный статский советник.

## Биография
Родился в 1857 году в семье священника.
В 1880 году окончил Институт инженеров путей сообщения. в 1882 году был назначен помощником начальника Волжской очистной партии, руководил работами по очистке волжских перекатов. В 1886 году перешёл на службу в Общество Шуйско-Ивановской железной дороги.
В 1890—1904 годах служил на Закавказских железных дорогах: прошёл путь от младшего инженера в строительной конторе до начальника Службы пути и второго заместителя начальника этих дорог. В 1904 году стал начальником Службы пути Екатерининской железной дороги, с 1905 года — второй заместитель, с 1906 года первый заместитель начальника этой дороги.
В 1907—1911 годах служил на Николаевской железной дороге: начальник Службы пути, заместитель начальника дороги; в 1909 году получил чин действительного статского советника. Затем служил управляющим Рязанско-уральской железной дорогой.
Являлся попечителем Саратовского технического железнодорожного училища.
В январе 1918 года был отстранён от службы, уехал на Украину, где стал управляющим делами Совета частных железных дорог. После установления на Украине Советской власти был зачислен на службу в НКПС и командирован в Туркестанский округ путей сообщения; 1 июля 1921 года переведён в Южный округ путей сообщения. Со 2 мая 1922 года был помощником начальника Екатерининской железной дороги.
Cкончался 27 января 1935 года в Днепропетровске.